# Cantonul Montaigut
Cantonul Montaigut este un canton din arondismentul Riom, departamentul Puy-de-Dôme, regiunea Auvergne, Franța.

## Comune
- Ars-les-Favets
- Buxières-sous-Montaigut
- La Crouzille
- Durmignat
- Lapeyrouse
- Montaigut (reședință)
- Moureuille
- Saint-Éloy-les-Mines
- Virlet
- Youx